# كمال فوزي الشرابي
محمد كمال بن أحمد فوزي الشرابي يعرف مختصرًا بـكمال الشّرابي (20 أغسطس 1923 - 4 يناير 2009) شاعر ومترجم سوري. ولد في مدينة دمشق ونشأ ودرس فيها حتى نال شهادة الإجازة في الحقوق من الجامعة السورية في 1947. عمل في بدايته مدرّسًا للأدبين العربي والفرنسي ثم موظفًا في وزارة الاقتصاد ثم مديرًا لمكتب الوزير. أصدر مجلة القيثارة الشعرية في 1964 في اللاذقية، استمرت عامين. تفرغ للكتابة والترجمة وتنقل بين دمشق واللاذقية. له دواوين شعرية وترجمات شعرية عديدة.

## سيرته
ولد محمد كمال بن أحمد فوزي الشرابي في 8 محرم 1342/ 20 أغسطس 1923 في مدينة دمشق ونشأ بها. حصل على الإجازة في الحقوق من جامعة دمشق في 1947.

عمل أولًا مدرّسًا في سوريا ولبنان، درس الأدبين العربي والفرنسي فيهما. ثم عمل مديرًا في المؤسسة العامة للتبغ، ومديرًا لمكتب وزير الاقتصاد. أصدر في عامي 1946-47 مجلة القيثارة الشعرية في اللاذقية. 

توفي كمال فوزي الشرابي في 4 يناير 2009/ 8 محرم 1430. وفي 28 يناير 2014، أقيمت ندوة عنه في سوريا.

## شعره
يعد من رواد الشعر القرن العشرين في سوريا وساهم في تطوير الحركة الشعرية فيها. والشعر عنده «رسالة اجتماعية ووطنية سامية» الإنسانية  كشاعر غنائي وضع العديد من الأغنيات التي لحنها وأداها نجيب السراج. وكان من أعضاء اتحاد الكتاب العرب.

## مؤلفاته
من دواوينه الشعرية:
- قُبَل لا تنتهي، 1961
- الحريّة والبنادق، 1972
- قصائد الحب والورد

وله ترجمات لبعض الشعراء العالميين. وقد ترجمن بعض قصائده إلى الفرنسية وصدرت ضمن مختارات من الأدب العربي المعاصر: الشعر، التي نشرت بباريس في 1967.